# Keto Losaberidze
Keto Losaberidze (n. 1 august 1949, Q12866278⁠(d), Imeresia⁠(d), Georgia – d. 23 ianuarie 2022, Tbilisi, Georgia) a fost o arcașă ce a reprezentat Uniunea Republicilor Sovietice Socialiste, medaliată olimpică. A participat la 2 ediții ale Jocurilor Olimpice (1972, 1980) în care a câștigat o medalie de aur.